# Ronde van het Groene Hart
De Ronde van het Groene Hart was een internationale wielerwedstrijd voor beroepsrenners, die van 2007 tot 2009 startte in Leiden op de Lammermarkt en finishte 200 kilometer verderop op het industrieterrein van Woerden, de vestigingsplaats van de hoofdsponsor Campina. In 2010 was Campina geen hoofdsponsor meer, dit was nu Eneco. En dus was er ook een andere route die startte in Pijnacker en finishte in Zoetermeer.
De route loopt, zoals de naam al doet vermoeden, door het Groene Hart.
In 2007 is deze wielerwedstrijd, op de kalender van de UCI als categorie 1.1 aangeduid, voor het eerst georganiseerd.

## Einde
Voor de editie van 2011 kon geen sponsor worden gevonden en de wedstrijd vond geen doorgang. Ook in 2012 zou de wedstrijd niet doorgaan. In het najaar van 2012 viel het besluit om te stoppen met deze wielerronde.

## Cultuur
De wielerronde wordt gebruikt om het Groene Hart als natuurgebied onder de aandacht te brengen. Onder andere door tijdens de uitzending van de wielerwedstrijd op televisie aandacht te schenken voor het unieke landschap en de monumentale historie en de recreatieve mogelijkheden van het gebied.

## Parcours 2007
De route van de ronde loopt zigzaggend door het groene hart. De start is in Leiden. Dan gaan ze naar Zoetermeer en Rotterdam. Daar keren ze om en gaat de route op weg naar Gouda. Vanuit Gouda gaat de route naar Alphen aan den Rijn, Amstelveen en Amsterdam. In Amsterdam wordt er weer gekeerd naar zuidelijke richting. Als de route bij Loenen komt slaat deze af naar links, om in de buurt van Mijdrecht weer naar beneden af te slaan. Vanuit daar gaat de route naar Utrecht waar die weer omdraait en via Nieuwegein naar Woerden gaat. In Woerden is dan de finish. Het parcours is erg vlak en de kans is dan ook groot dat er bij de meet een massasprint is.

## Parcours 2008
In 2008 liep het parcours van Zoetermeer naar Rotterdam. Vanuit Rotterdam gingen ze naar Amsterdam. Vanaf daar naar Woerden, dan naar Utrecht. En dan via Nieuwegein en IJsselstein terug naar Woerden, waar de finish was, bij het hoofdkantoor van Campina.

## Lijst van winnaars
| Jaar | 1e plaats       | 2e plaats       | 3e plaats         |
| ---- | --------------- | --------------- | ----------------- |
| 2007 | Wouter Weylandt | Graeme Brown    | Greg Van Avermaet |
| 2008 | Tomas Vaitkus   | Wouter Weylandt | Bobbie Traksel    |
| 2009 | Geert Omloop    | Graeme Brown    | Aart Vierhouten   |
| 2010 | Jens Mouris     | Niko Eeckhout   | Sep Vanmarcke     |

### Overwinningen per land
| Overwinningen | Land                |
| ------------- | ------------------- |
| 2             | België              |
| 1             | Litouwen, Nederland |